# Еммануель Жуан
Еммануель Жуан (фр. Emmanuel Jouanne; 1960—2008) — французький письменник-фантаст, який двічі отримував премію Жозефа Роні-старшого. Його перший роман побачив світ у 1982 році. Він співпрацював з Івом Фреміоном у серії політичної фантастики та був членом групи письменників під назвою «Ліміте». Еммануель Жуан також перекладав французькою мовою твори Рафаеля Лафферті та Філіпа К. Діка.

## Біографія
Після навчання в Каннському університеті почав писати та надсилав свої тексти до журналу «Minuit», що видавався видавництвом «Editions de Minuit». З 1979 року публікував численні оповідання в журналах Fiction, Univers, Garichankar, SF & Quotidien та антології Рішара Комбалло.
Його перший роман «Уявні дами» вийшов у видавництві Denoël у 1982 році у збірці «Присутність майбутнього». Він здобув премію «Рожеве сонце». 1983 року з'явився Nuage, який опублікував Робер Лаффон у збірці «Ailleurs et Demain» та який здобув премію Galaxie у 1988 році. 1984 року «Ісі-бас» знову став лауреатом премії «Рожеве сонце». Він почав перекладати англосаксонських авторів, таких як Філіп К. Дік, Рафаель Алоїз Лаферті та Джек Вомак.
З погляду теорії та естетики Еммануель Жуан був одним із головних авторів, яких у той час називали «неоформалістами» або, більш принизливо, «літераторами», для яких робота над формою йшла пліч-о-пліч із сюрреалістичними, а не науково-фантастичними дослідженнями, і для яких збірка Présence du futur стала медійною вітриною.
У 1986 році він заснував групу «Limite», групу молодих авторів, до якої увійшли Жак Барбері, Франсіс Бертело, Ліонель Еврар, Еммануель Жуан, Фредерік Серва, Жан-П'єр Верне та Антуан Володін. Вони опублікували збірку оповідань Malgré le monde, в якій жоден з текстів не був підписаний. Ліміт повстав з попелу наприкінці 2006 року.
Він також розпочав анархістську детективну серію з Івом Фреміоном, радянським письменником, у 1986 році, перший том якої (Tuez un salaud) вони написали під колективним псевдонімом Полковник Дурруті. Він також розпочав науково-фантастичний цикл «Земля», з якого було опубліковано лише першу і другу фази, Le Rêveur de chats (1988) і La Trajectoire de la taupe (1989). 1999 року він опублікував роман для молоді L'Inconnu de la ruelle про бездомного чоловіка.